# Ръчен противотанков гранатомет
Ръчен противотанков гранатомет (РПГ) е сборно название за преносими, безоткатни противотанкови оръжия, които се използват от рамо и изстрелват ненасочваща се ракета с експлозивна бойна глава. Английското название rocket-propelled grenade (буквално реактивна граната) е неточно и произлиза от транслитерацията RPG.
Повечето модерни танкове са защитени от подобни оръжия. Въпреки това, РПГ се използват масово срещу леко бронирани или небронирани автомобили, срещу авиация, сгради и бункери.

## История
Най-широко разпространеният РПГ в света е съветският „РПГ-7“, разработен след Втората световна война (приет на въоръжение през 1961 г.) и съчетаващ основните особености на американската базука и германския Panzerfaust.

## Описание
РПГ се състои от две главни части – ракетомет и ракета с бойна глава. Някои РПГ са за еднократна употреба, подобно на M72 LAW, други могат да се презареждат, например съветският РПГ-7.
Най-често се срещат кумулативни и фугасни бойни глави, с прикрепени ракетен двигател и стабилизатори (виж по-долу). Самият ракетомет е куха тръба, която задържа изгорелите газове от ракетата, за да създаде свръхналягане, което изстрелва ракетата със скорост, по-висока от постигнатата посредством специфичния импулс, с цел стабилизация. Също така ракетата изгаря изцяло вътре в тръбата и не отделя нагорещени газове, опасни за оператора. За сметка на това, зоната на опасност е 15 до 20 метра зад РПГ. Ракетометът трябва да се почиства редовно, в противен случай натрупаната утайка предизвиква излишък от свръхналягане и кара мерника да се забие в окото на оператора при стрелба. В резултат на това, често се среща слепота с това око.
РПГ действа в обхват около 100 метра със средна точност. Значително по-скъпи са ракетите, насочвани по кабел. Чрез него операторът може да управлява ракетата, когато точността е важна. По време на Фолкландската война през 1982, с такива – MILAN – са въоръжени британските войници, въпреки че на Фолкландските острови не е имало аржентински танкове. Британците ги използват за да разрушават аржентински бункери на дълги разстояния. За същата цел са използвани евтини 66-милиметрови неуправляеми ракети LAW, както и 84-мм безоткатни оръдия. Популярността на подобни оръжия кара американската армия да въведе в употреба SMAW, американския еквивалент на RPG.

## Бойни глави
Фугасната (HE, High Explosive) бойна глава разчита на силата на самата експлозия и се използва срещу небронирани и слабо бронирани цели – пехота, небронирани превозни средства и фиксирани позиции.
Кумулативната (HEAT, High Explosive Anti-Tank) бойна глава е стандартен снаряд с насочен експлозив, подобна на тези, използвани в танковите снаряди. Бойната глава на по-старите РПГ системи е твърде малка, за да пробие главната броня на повечето съвременни бойни танкове, макар и да може да нанесе вторични щети на уязвими системи (особено мерник, гъсеници, задна и горна част на оръдията). Само най-новият модел, РПГ-29, използващ кумулативна бойна глава с тандемен заряд, е способен да пробие експлозивно-реактивна броня.
Съществуват и специализирани бойни глави за светлина, дим, сълзотворен газ и бял фосфор. Русия, Китай и много нации от бившия Варшавски договор са разработили бойни глави с термобаричен експлозив, способен да срине сграда 
Точността ограничава стандартния РПГ-7 в практически обхват около 50 м, но в умели ръце той може да се увеличи до 150 и дори 300 метра. Има обхват на непряк огън до 920 метра, ограничен от 4,5-секундния таймер за самоунищожение.

## Тактика
Заради неточността на РПГ, операторът трябва да бъде близо до целта, увеличавайки шанса да бъде забелязан и заловен, ранен или убит. Повечето модерни армии използват противотанкови самонасочващи се ракети като главно пехотно противотанково оръжие, но РПГ може да бъде ефективно използван срещу танкове при определени тактически условия, особено в града, и се предпочита от нискотехнологични армии. Операторът трябва да се придвижи, след като е стрелял, тъй като запалването на ракетата създава блясък, видим за врага, и оставя следа от дим, водеща до стрелковата позиция.
Когато се използва срещу хора, ракетата може да бъде насочена към твърда повърхност (например дървета или сгради), за да се взриви. Друга възможност е да бъде изстреляна над целта от 800 – 1000 м, където бойната глава ще се взриви автоматично. Макар да могат да бъдат използвани срещу хеликоптери, РПГ не трябва да бъдат бъркани със специалицираните противовъздушни преносими ракети земя-въздух, като например Stinger или Стрела-2. Освен това, при изстрелване под ъгъл, близък до правия, изгорелите газове се отразяват от земята и са опасни за оператора. В Сомалия, членовете на милицията понякога заварявали стоманена плоскост, която да отклонява газовете при стрелба по американски хеликоптери.